# Quandre Diggs
Quandre Diggs (* 22. Januar 1993 in Houston, Texas) ist ein US-amerikanischer American-Football-Spieler auf der Position des Safeties. Er spielte für die Detroit Lions und die Seattle Seahawks in der National Football League (NFL). 2024 stand Diggs bei den Tennessee Titans unter Vertrag.

## Frühe Jahre
Diggs ging auf die Highschool in Angleton, Texas. Hier zeigte sich schon früh sein Talent auf der Position des Cornerbacks. 2011 wurde er auf Platz 1 der Cornerbacks seines Jahrgangs in den gesamten Vereinigten Staaten auf der Website von ESPN gelistet. Er wechselte auf die University of Texas. Für die College-Footballmannschaft lief er in vier Jahren 52 Mal auf.

## NFL

### Detroit Lions
Diggs wurde im NFL Draft 2015 von den Detroit Lions in der sechsten Runde an 200. Stelle ausgewählt. Trotz dieser relativ späten Wahl lief er für die Lions in seiner ersten Saison alle 16 Spiele auf. Am 10. Spieltag der Saison gegen die Oakland Raiders erzwang er seinen ersten Fumble. Am 14. Spieltag der NFL-Saison 2017 gegen die Tampa Bay Buccaneers erzielte er die erste Interception in seiner Karriere. In der Saison erzielte er noch zwei weitere Interceptions. Am ersten Spieltag der Saison 2018 fing er den ersten Passversuch in der Karriere von New-York-Jets-Quarterback Sam Darnold und trug die Interception zum Touchdown zurück.

### Seattle Seahawks
Während der Saison 2019, am 19. Oktober 2019, tradeten die Lions Diggs zu den Seattle Seahawks. In seinem ersten Spiel für sein neues Team am zehnten Spieltag fing er eine Interception gegen Jimmy Garoppolo im Spiel gegen die San Francisco 49ers. Am 14. Spieltag, im Spiel gegen die Los Angeles Rams fing er zwei Interceptions gegen Quarterback Jared Goff. Nach der Saison wurde er zum ersten Mal in den Pro Bowl gewählt. In der 2020er NFL-Saison fing er fünf Interceptions und wurde erneut in den Pro Bowl gewählt.
Am letzten Spieltag der Saison 2021, im Spiel gegen die Arizona Cardinals, brach er sich das Wadenbein. Nach Ablaufen seines Vertrages unterschrieb er am 17. März 2022 einen neuen Dreijahresvertrag über 40 Millionen bei den Seahawks. Am 5. März 2024 wurde Diggs von den Seahawks, für die er 72 Spiele absolviert hatte, entlassen.

### Tennessee Titans
Im August 2024 nahmen die Tennessee Titans Diggs unter Vertrag.

## Persönliches
Quandre Diggs ist der jüngere Bruder des ehemaligen Cornerbacks Quentin Jammer, welcher ebenfalls in der NFL spielte (San Diego Chargers, Denver Broncos).